# Cipriano Uberti
Cipriano Uberti (ur. ok. 1520, zm. 1607) – włoski dominikanin i inkwizytor.
Pochodził z Ivrei. Wstąpił do zakonu dominikanów w miejscowym konwencie i w 1559 został wybrany na jego przeora. W 1563 kardynał Michele Ghislieri, wielki inkwizytor, mianował Ubertiego inkwizytorem trybunału dla diecezji Vercelli. W kolejnych latach jego jurysdykcję rozszerzono na diecezję Ivrei (1566) oraz Aosty (1572). W latach 1564–1566 Uberti był też wikariuszem generalnym dominikańskiej prowincji św. Piotra Męczennika (Lombardii Górnej); pełniąc tę funkcję dokonał nominacji inkwizytorskich dla okręgów Tortony i Alessandrii (1564). Za pontyfikatu Grzegorza XIII (1572–1585) był delegatem papieskim dla rozsądzenia sporu między biskupem Alby a seniorami Novello. Na polecenie tego papieża został też wysłany z misją do Lyonu, jednak jej szczegóły nie są znane.
Jako inkwizytor trybunału w Vercelli Cipriano Uberti przywiązywał dużą wagę do cenzury publikacji i przewodniczył wielu procesom o czary lub o herezję. W 1566 skazał na śmierć niejakiego Giorgio Olivettę, którego uznał za bluźniercę i heretyka recydywistę. W 1579 prowadził śledztwo przeciwko domniemanym czarownicom w diecezji Aosty, gdzie jednak wykonywanie przez niego obowiązków inkwizytorskich napotykało na znaczny opór lokalnych władz i społeczności. W 1620, już po śmierci Ubertiego, diecezja Aosty została wyłączona spod jurysdykcji inkwizycji.
Cipriano Uberti jest autorem opublikowanego w 1586 w Novarze dzieła zatytułowanego Tavola delli Inquisitori, będącego (mimo wielu błędów i niedokładności) bardzo cennym źródłem wiedzy o dominikańskich inkwizytorach działających we Włoszech w XVI wieku.